# Municipio de Butler (condado de Randolph)
El municipio de Butler (en inglés: Butler Township) es un municipio ubicado en el condado de Randolph en el estado estadounidense de Arkansas. En el año 2010 tenía una población de 57 habitantes y una densidad poblacional de 2,13 personas por km².

## Geografía
El municipio de Butler se encuentra ubicado en las coordenadas 36°10′22″N 91°6′48″O / 36.17278, -91.11333. Según la Oficina del Censo de los Estados Unidos, el municipio tiene una superficie total de 26.73 km², de la cual 26,67 km² corresponden a tierra firme y (0,22 %) 0,06 km² es agua.

## Demografía
Según el censo de 2010, había 57 personas residiendo en el municipio de Butler. La densidad de población era de 2,13 hab./km². De los 57 habitantes, el municipio de Butler estaba compuesto por el 100 % blancos. Del total de la población el 0 % eran hispanos o latinos de cualquier raza.